# 1781 aux États-Unis
Pour des articles plus généraux, voir Chronologie des États-Unis et 1781.
Chronologie des États-Unis
- 1777
- 1778
- 1779
- 1780
- 1781
- 1782
- 1783
- 1784
- 1785

Cette page concerne des événements d'actualité qui se sont produits durant l'année 1781 du calendrier grégorien aux États-Unis.

## Gouvernement
- Second Congrès continental
- Congrès de la Confédération

## Événements

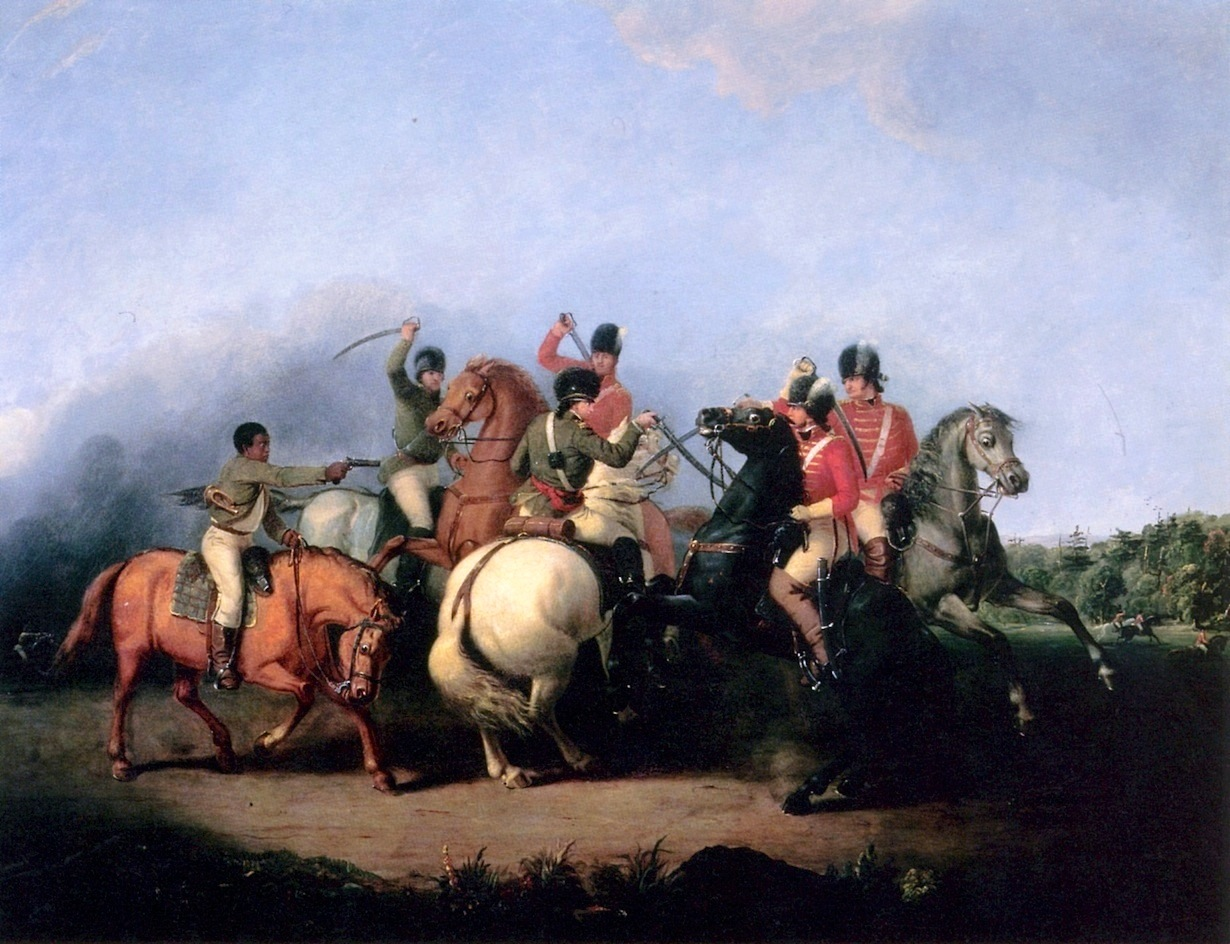
La bataille de Cowpens

- 1er janvier : mutinerie des troupes pennsylvaniennes cantonnées près de Morristown, au New Jersey. Elles marchent sur le Congrès continental de Philadelphie. George Washington parvient à négocier un accord avec les mutins sans recourir à la force : la moitié des soldats est démobilisée et l’autre autorisée à partir en permission. Une révolte de moindre envergure éclate peu après au sein des troupes du New Jersey. Deux cents hommes marchent sur Trenton, la capitale de l’État, mais Washington les fait encercler et désarmer par 600 soldats. Trois meneurs sont jugés et deux d’entre eux sont exécutés par des pelotons composés de leurs camarades.
- 2 janvier : la Colonie de Virginie cède sur sa prétention (en) de possession sur son territoire au nord et à l'ouest de la rivière Ohio (et à l'est du Mississippi), terre qui deviendra le Territoire du Nord-Ouest le 13 juillet 1787.
- 5 janvier : la ville de Richmond en Virginie est incendiée par les forces navales britanniques, commandées par Benedict Arnold, dans le cadre de la guerre d'indépendance des États-Unis d'Amérique[1].
- 17 janvier : Daniel Morgan[2], à la tête d'un corps de troupes légères, bat Tarleton à la bataille de Cowpens[1].
- 2 février : les articles de la Confédération sont signés par le Maryland, le treizième et dernier État à le faire[3].
- 20 février : Robert Morris devient surintendant des Finances au Gouvernement du Congrès continental[4].

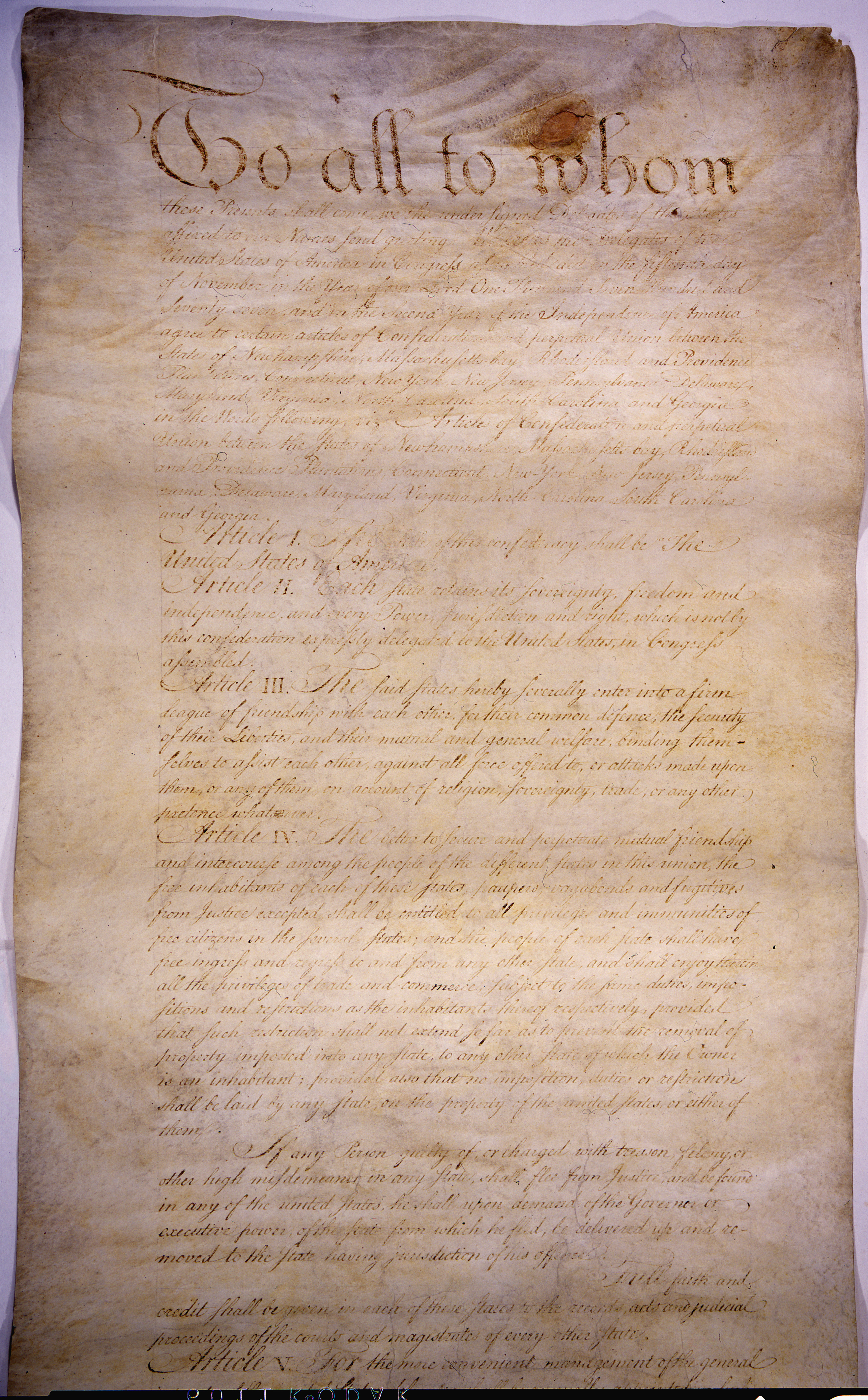
Articles de la Confédération

- 1er mars : le Congrès continental américain adopte les Articles de la Confédération. Il devient le Congrès de la Confédération (fin en 1789)[5].
- 15 mars : défaite des troupes américaines, commandées par Nathanael Greene, face aux troupes britanniques lors de la bataille de Guilford Court House[1].
- 16 mars : bataille du cap Henry, indécise entre la France et la Grande-Bretagne[1].
- 6 mai : arrivée de renforts français à Boston[6].
- 9 mai : victoire espagnole sur les Britanniques à la bataille de Pensacola.
- 3 juin : le Virginien Jack Jouett commence sa chevauchée nocturne pour avertir Thomas Jefferson et la législature de la Virginie de l’approche de la cavalerie britannique de Banastre Tarleton envoyée pour les capturer.
- 6 juillet : victoire britannique à la bataille de Greenspring Farm[1].
- 11 juillet : Thomas McKean est élu Président du Congrès continental.
- 30 août : l'escadre du comte de Grasse arrive à la baie de Chesapeake, ce qui coupe la retraite, par voie maritime, du général britannique Charles Cornwallis[1].
- 4 septembre : fondation de la ville de Los Angeles par 44 colons espagnols sous le nom de El Pueblo de Nuestra Senora La Reina de Los Angeles de Porciuncula[7].
- 5 septembre : bataille de la baie de Chesapeake, combat maritime entre Thomas Graves et le comte de Grasse[1]. Aucun navire coulé, mais le dispositif franco-américain est renforcé, tandis que la flotte britannique ne peut apporter de renfort au général Cornwallis.
- 6 septembre : victoire britannique à la bataille de Groton Heights, à Groton (Connecticut)[8].
- 8 septembre : victoire Américaine à la bataille de Eutaw Springs[1].
- 10 septembre, bataille de la baie de Chesapeake : Thomas Graves abandonne sa tentative de traverser la flotte française maintenant-renforcée et revient à New York, laissant Cornwallis à son destin.
- 26 septembre : bataille de Yorktown[1]. Les troupes alliées de George Washington, de La Fayette et de Rochambeau poussent les Britanniques vers la côte. Pris entre deux feux, les Britanniques de Cornwallis capitulent à Yorktown, en Virginie le 20 octobre.

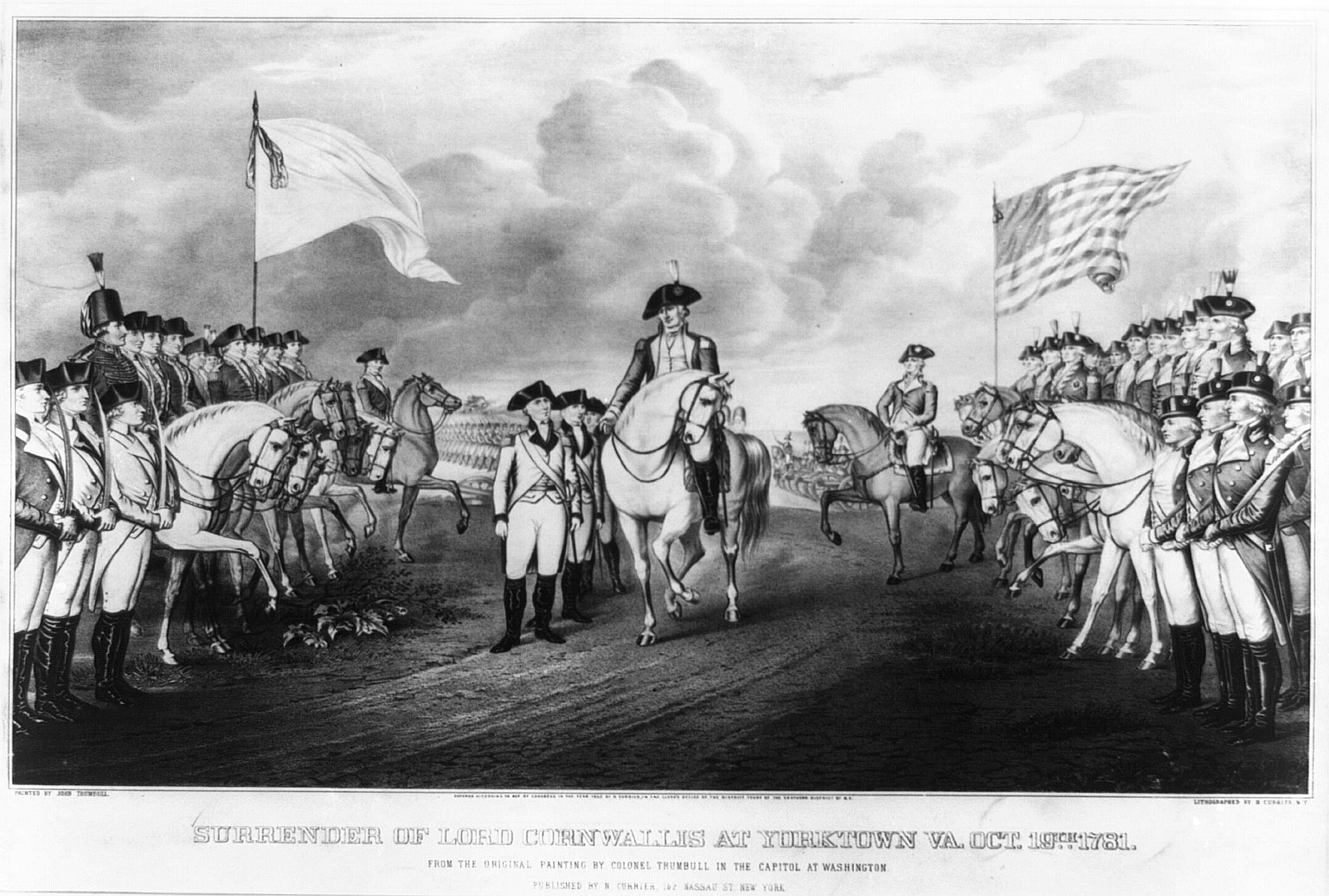
19 octobre : capitulation de Lord Cornwallis à la bataille de Yorktown

- 20 octobre : Capitulation de Yorktown. La petite armée britannique est capturée[1].

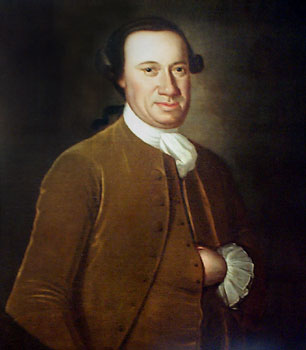
John Hanson

- 5 novembre : John Hanson est élu Président du Congrès continental.
- 31 décembre : fondation de la Banque de l'Amérique du Nord par le Congrès de la Confédération.

- Le révérend Samuel Peters édite General History of Connecticut, il utilise le terme blue law pour la première fois.
- Joel Barlow se fait un nom en littérature avec un poème en 10 chants, la Colombiade.

## Naissances
- George Ord : Ornithologue, né à Philadelphie et mort le 1866.
- 6 juillet : John Drake Sloat, (décès le 28 novembre 1867), était un commodore de l'United States Navy connu pour avoir revendiqué au nom des États-Unis d'Amérique la Californie en 1846.
- 2 octobre : William Wyatt Bibb, homme politique né dans le Comté d'Amelia en Virginie et mort le 10 juillet 1820 à la suite d'un accident de cheval.

#### Articles généraux
- Chronologie de la révolution américaine
- Révolution américaine
- Guerre d'indépendance des États-Unis
- France dans la guerre d'indépendance des États-Unis
- Histoire des États-Unis de 1776 à 1865
- Évolution territoriale des États-Unis
- Liste des batailles de la Guerre d'indépendance américaine (1776-1783)

#### Articles sur l'année 1781 aux États-Unis
- Envoi de renforts français aux États-Unis en 1781
- Campagne franco-américaine aux États-Unis
- Défense de la Virginie par La Fayette
- Armand Tuffin de La Rouërie
- Bataille de la baie de Chesapeake
- Bataille de Cowpens
- Bataille du Dogger Bank (1781)
- Bataille de Eutaw Springs
- Bataille de Greenspring Farm
- Bataille de Guilford Court House
- Bataille du cap Henry
- Bataille de Pensacola
- Bataille de Yorktown
- Capitulation de Yorktown